# Vacaria (gemeente)
Vacaria is een gemeente in de Braziliaanse deelstaat Rio Grande do Sul. De gemeente telt 61.345 inwoners (schatting 2010).

## Aangrenzende gemeenten
De gemeente grenst aan Bom Jesus, Campestre da Serra, Esmeralda, Monte Alegre dos Campos, Muitos Capões, Campo Belo do Sul (SC), Capão Alto (SC) en Cerro Negro (SC).

## Economie
Het klimaat in Vacaria kenmerkt zich door de lage temperaturen, en de gemeente is de tweede grootste  appels producent in Brazilië.

## Geboren
- Everson Camilo (1985), wielrenner